# Jirō Takeda
Jirō Takeda (jap. 武田 治郎, Takeda Jirō; * 18. September 1972 in der Präfektur Ehime) ist ein ehemaliger japanischer Fußballspieler.

## Karriere
Takeda erlernte das Fußballspielen in der Schulmannschaft der Matsuyama Commercial High School. Seinen ersten Vertrag unterschrieb er 1991 bei Yanmar Diesel (heute: Cerezo Osaka). Der Verein spielte in der höchsten Liga des Landes, der Japan Soccer League. 1994 wurde er mit dem Verein Meister der Japan Football League und stieg in die J1 League auf. 1994 erreichte er das Finale des Kaiserpokal. Für den Verein absolvierte er 18 Spiele. 1999 wechselte er zum Ligakonkurrenten Vissel Kobe. Für den Verein absolvierte er 52 Erstligaspiele. Ende 2001 beendete er seine Karriere als Fußballspieler.

## Erfolge
Cerezo Osaka
- Kaiserpokal

Finalist: 1994